# Doditay
Doditay är en ort i Mexiko, tillhörande kommunen Jilotzingo i den västra delen av delstaten Mexiko. Orten hade 384 invånare vid folkräkningen 2010.